# 風雲スーパータッグバトル
『風雲スーパータッグバトル』（ふううんスーパータッグバトル、風雲 SUPER TAG BATTLE）は、SNK開発の対戦型格闘ゲームの名称。前年に同じプラットフォームで発売された『風雲黙示録』の続編にあたる。業務用ネオジオであるMVSで1996年9月26日に稼動開始し、同年の11月8日に家庭用ネオジオへの移植版が発売されている。
本作はネオジオを除いた家庭用機には長らく移植されておらず、前作と異なりネオジオCDにも移植されていなかったが、2007年6月21日にPlayStation 2(PS2)にて、『風雲 SUPER COMBO』に前作『風雲黙示録』とセットで収録、移植され家庭用ネオジオ以外の機種で初めて発売された（PS2向けのコンピレーションソフトシリーズ、NEOGEO オンラインコレクションシリーズの一つでもある）。さらにその後、2019年1月10日よりアケアカNEOGEOの1作品としてPlayStation 4、Xbox One、Nintendo Switchで、同年10月11日にWindows 10で、2023年8月24日にiOS、Androidでそれぞれ配信開始。レイティングはCERO：B（12才以上対象）。
英語版のタイトルは『Kizuna Encounter SUPER TAG BATTLE』。

## 概要
同社が前年に発売した武器格闘ゲーム『風雲黙示録』の続編である。前作は1対1のオーソドックスな対戦形式だったが、本作はタッグというタイトルが示す通り、内容は1チーム2人による交代制のタッグバトルである。
背景や設定については、どちらかといえば呑気さを見せた前作とは異なり、かなりハードボイルド的な、退廃した近未来の雰囲気となっており、渋さが強調されている。
通常はチームバトルを採用した他の多くの格闘ゲームのように「1つの『チーム』に対しプレイヤーが1人」という形で2人までが同時（対戦）プレイ可能だが、本作にはMVS基板専用（ただし全ての種類のMVSに対応しているわけではなく、一部は非対応）の周辺機器の4人用サブボードが存在しており、使用するロムカートリッジはそのままで、前述のサブボードを基板に接続することで「1人の『キャラクター』に対しプレイヤーが1人ずつ」という形で、4人までの同時プレイに対応する仕様、通称『スペシャルバージョン』になる（レバーとボタンとコンパネ一式も4人分まで用意、接続する必要がある）。ただし画面に4キャラクターが入り乱れるわけではなく、戦いそのものはあくまで交代制。4人用サブボードを接続して4人までの対戦が可能になっているスペシャルバージョンとそうではない2人までの通常仕様とのそれぞれの見分けはタイトル画面で確認可能で、タイトルロゴの下に「SPECIAL VERSION 4人でタッグプレイOK！」と出ていればスペシャルバージョン、出ていなければ通常仕様である。また、タイトルロゴの動きについても通常仕様とスペシャルバージョンとでそれぞれ微妙にだが異なる。なお、家庭用移植作ではいずれのハードでも、スペシャルバージョンのシステムは移植、再現されていない（ただしシステム上では対応していないだけで、数人で、ゲーム上で交代すると同時に別のプレイヤーに交代するようにプレイすることで、擬似的 / 物理的に再現可能ではある）。また、4人用サブボードに対応したゲームは本作以外には発売されず、実質本作専用の周辺機器に留まった。
前作に引き続き「脱衣KO」があり、今作では女性であるロサも脱げる。特別な条件を満たすと服が通常より過激に破ける（タイムカウントの残りが10以下、かつロサのパートナーの体力4分の1以下でロサを倒す）。

## システム
今作は「1チーム2人・交代制」のタッグバトルであり、チームメンバー2人のうち片方1人だけが倒された時点で決着となる。このルールは9年後の『ネオジオバトルコロシアム』のCPU戦でも採用されている。
交代は画面中央付近の限定されたエリアでしか行うことができないが、交代に成功し休憩に回るとそのキャラクターがそれまでに負ったダメージは回復し始める。上で述べたチームのうち1人がKOされた時点で決着というシステムとあいまって、ひたすら目の前の相手の体力ゲージを減らそうとするばかりだけでなく、劣勢の時は上手くキャラクターを交代させ、逆に優勢の時は相手を交代エリアに近づけさせないよう行動することも戦略として重要だった。前述した4人まで同時対戦が可能な仕様においては、控えに回っているキャラクター担当のプレイヤーがボタンを連打することで自分のキャラクターの体力回復速度を速めることができる（すでに体力ゲージが満タンの時には何もすることは無い）。

## 登場キャラクター

### 通常キャラクター

#### 今作から登場のキャラクター
ロサ
声 - 辻裕子
ロサ（ラテン語でバラの意）とも深紅の女豹とも呼ばれる女性。当人は出生も本名も知らず、ジパングシティーへの移民たちで構成される反政府的な一団に拾われ育てられたという。素手の格闘技+武器という格闘スタイルの風雲シリーズのキャラクターの中にあって、ロサのみ単純に剣術を格闘スタイルとしている。使用する必殺技の名前はフランス語のものありラテン語のものありで言語が統一されておらず、多様な剣術を習い取り混ぜている。これは、組織が世界各国からの移民で構成されているため歴代の組織首領たちも国籍がバラバラで、ロサがその歴代首領たちから教えを受けたためとされる。概要の記述通り、条件を満たせば「脱衣KO」においてストラップレスのブラジャーがあらわになる。
金秀一（キム・スイル）
声 - 藤田佳昭
「テコンドー+棒術」という格闘スタイルを持つ男性。詳細な関係は明らかではないが『餓狼伝説』シリーズのキム・カッファンの子孫である。逆転技（本作におけるいわゆる超必殺技）の名称がカッファンのものと同じ「鳳凰脚」で、そしてその他の必殺技も棒術を取り入れたことでアレンジはされつつも性能・名称がよく似ている。テコンドーは母からの直伝で、父から考古学への興味を、母からテコンドーを受け継いだらしい。孤独を愛する無口な男で、性格は斜にかまえており短気。ジパングシティー唯一の大学を卒業し古代遺跡の発掘現場で働いていたが、現場監督との折り合いが悪く監督を蹴り飛ばして辞め、現在はとある飲み屋のボディガードをしている。また、下戸であるためその飲み屋で飲み物を飲む際はオレンジジュースを飲んでいる。

#### 前作から登場のキャラクター
ショー・疾風（ショー・ハヤテ）
声 - 林健一
前作では優勝は叶わなかったが、今作ではさらに磨きをかけた風雲拳を試すために出場する。プロフィール上の身長が前作よりも低くなっている。
マックス・イーグル
声 - 辰巳邦彦
デフォルトカラーが前作から変更されている。最近恋人ができたが、相手についてはマックスが映画に出演した際の共演者で資産家令嬢という設定がある。
牛頭（ゴズウ）
声 - 林健一
今作では鹿頭（カズウ）の仇を取るために真獅子王を抹殺しようとするが、真の仇が自分たちが育った「邪呀」の首領・ジャズウであることを知り、最終的には「邪呀」そのものと袂を分かつこととなった。
馬頭（メズウ）
声 - 林健一
今作では鹿頭の仇打ちのために真獅子王を抹殺しようとするのは兄と同様だが、自分の「邪呀」での地位を昇格しようと考えているのが兄との唯一の相違点である。しかし最終的には「邪呀」に追われる身となるが、逆に「全員皆殺しにしてやるぜ」と息巻いている。
影・獅子王（かげししおう）
声 - 中まさる
前作では中ボスだったが、今作では通常キャラクターの一人として登場。髪やグローブなどの色が青になっている。
ゴードン・ボウマン
声 - 東尚徳
今作では元気になった娘の頼みでマイホームを建てるための資金を稼ぐために出場する。前作とは1Pと2Pのカラーの配置が逆転している。
中白虎（チュン・パイフー）
声 - 丹波文雄
今作ではギックリ腰でリタイアしてしまった前回の雪辱と、真獅子王に昔の借りを返すために出場する。
ジョーカー
声 - 古久保武志
デフォルトカラーが前作から変更されている。今作では「マジカル・ヒポポ」の勢力復活のために獅子王の組織の乗っ取りを目論む。

### ボスキャラクター
真・獅子王（しんししおう）
声 - ジョン・フラトン
今作では中ボスとして登場する。髪やグローブなどの色が青になっているのは影・獅子王と同様。
邪頭（ジャズウ）
声 - 伊藤えん魔
本作の最終ボス。闇の組織「邪呀」の首領。実は鹿頭を死に追いやった張本人。普段はカラスの姿に化けており、戦闘時に本性を現す。牛頭と馬頭と同じ技をいくつか使うが、それらはどれも強化されており、さらに加えて、邪頭独自の技もいくつか持つ。後に『ザ・キング・オブ・ファイターズ XI』に隠しキャラクター兼乱入キャラクターの一人として登場。